# نگاری

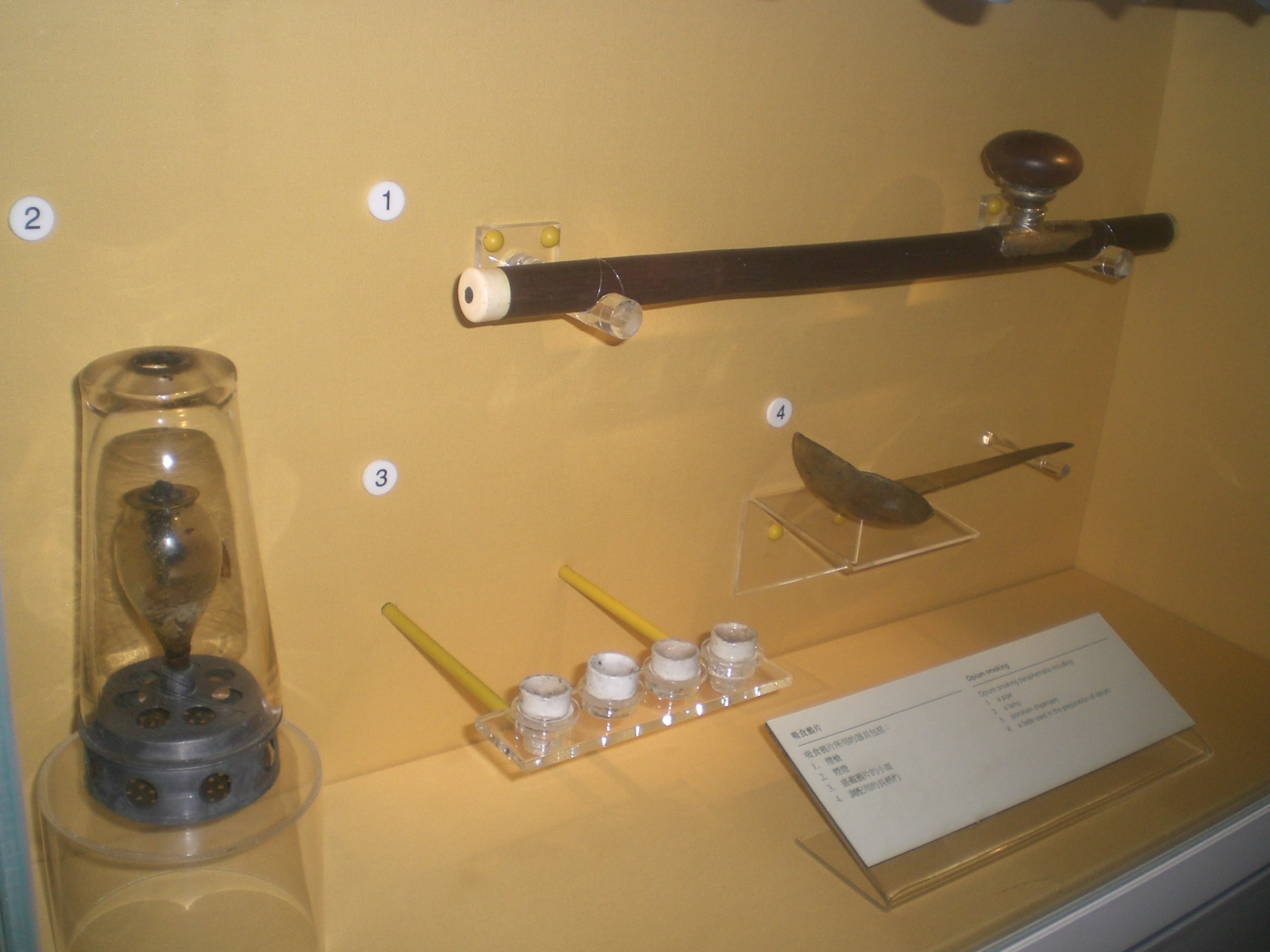
نگاری، فانوس و متعلقات آن

نِگاری ابزاری است برای تدخین و کشیدن شیره تریاک. نخستین بار در چین استفاده شده است.

## تاريخچه
استفاده از نگاری، برای نخستین بار در چین و به سال ۱۷۳۶ میلادی بازمی‌گردد. نگاری در قرن هجدهم در چین کاربرد وسیع داشته و معمولاً لوله آن از نی خیزران و چلم آن از سفال ساخته می‌شده‌است. این نگاری‌ها در شیره‌کش‌خانه‌ها استفاده می‌شده و دختران نوجوانی که به زودی تبدیل به روسپیان می‌شدند، نقش ساقی را ایفا می‌نمودند.

## نام‌گذاری
از آنجا که استفاده از نگاری نیاز به یک ساقی داشته که معمولاً از میان دختران بوده‌است به آن نگاری گفته‌اند. که از ترکیب کلمۀ «نگار» با «یاء نسبت» ساخته شده است و به معنای منسوب به نگار است.

## توصیف دستگاه
شکل ظاهری این ابزار شبیه چپق می‌باشد. این دستگاه از یک لوله توخالی به طول تقریباً نیم متر تشکیل شده که یک سر آن بسته بوده و سر دیگر را مانند وافور به لب می‌گذارند. نزدیک به انتهای بستهٔ لوله، قطعه چینی، سفالی یا سرامیکی‌ای به لوله نصب شده‌است. این قطعه کارکردی شبیه به حقه وافور داشته، ولی سوراخ‌های درشت‌تری دارد و بزرگ‌تر است. به این قطعه چلم («چلیم» یا «چیلیم») گفته می‌شود. این قطعه توسط یک بست (معمولاً فلزی) و واشر به لوله متصل می‌شود.

## روش مصرف
مصرف‌کننده نگاری، معمولاً به صورت دراز کشیده از آن استفاده می‌نموده‌است. به دلیل نشئگی زیاد شیره، استفاده از نگاری به صورت نشسته یا ایستاده موجب سرگیجه و تهوع و احتمالاً سقوط فرد معتاد بر زمین می‌شده‌است. به همین دلیل استفاده از نگاری نیاز به کمک فردی دیگر دارد که به او «ساقی» گفته می‌شود.
قبل از استفاده، بر روی چلم و اطراف سوراخ آن، توسط ساقی به شیره تریاک آغشته می‌شود. به این عمل «بارزدن چلم» یا «چلیم بارزدن» گفته می‌شود. سپس به وسیله فانوس مخصوص یا شعله شمع چلم را داغ می‌نمایند تا شیره تریاک بجوشد و دود کند. در این زمان مصرف‌کننده، لوله نگاری را مانند وافور به دهان گذاشته و با مکش دود آن را به دهان و سیستم تنفسی انتقال می‌دهد.